# Thomas Flemming
Thomas Flemming (* 14. Juli 1967 in Schlema) ist ein ehemaliger deutscher Schwimmsportler aus der DDR, der 1988 zwei olympische Medaillen mit den Freistilstaffeln gewann.

## Leben
Flemming wechselte 1979 von Zwickau zum SC Karl-Marx-Stadt. 1983 siegte er mit der 4-mal-200-Meter-Freistilstaffel bei den Junioreneuropameisterschaften. Nachdem Flemming bei den DDR-Meisterschaften 1986 jeweils hinter Sven Lodziewski den zweiten Platz bei den DDR-Meisterschaften über 100 und 200 Meter Freistil belegt hatte, folgte bei den Schwimmweltmeisterschaften 1986 in Madrid sein erster internationaler Titel. Die 4-mal-200-Meter-Staffel gewann in der Besetzung Lars Hinneburg, Thomas Flemming, Dirk Richter und Sven Lodziewski Gold vor den Staffeln aus der Bundesrepublik Deutschland und aus den Vereinigten Staaten. 1987 siegte Flemming auf der 200-Meter-Freistilstrecke bei den DDR-Meisterschaften. Bei den Europameisterschaften 1987 in Straßburg gewann die DDR-Staffel über 4-mal 100 Meter Freistil in der Besetzung Dirk Richter, Thomas Flemming, Steffen Zesner und Sven Lodziewski. Über die doppelte Distanz gewannen Hinneburg, Flemming, Zesner und Lodziewski Silber hinter der Staffel aus der Bundesrepublik. Als Fünfter über 200 Meter Freistil erreichte Flemming in Straßburg auch seine beste Einzelplatzierung bei internationalen Meisterschaften.
Bei den Olympischen Spielen 1988 in Seoul belegte Flemming den zehnten Platz über 200 Meter Freistil. Die 4-mal-100-Meter-Freistilstaffel in der Besetzung Dirk Richter, Thomas Flemming, Lars Hinneburg und Steffen Zesner gewann Bronze hinter den Staffeln aus den Vereinigten Staaten und aus der Sowjetunion. Über die lange Strecke belegte die DDR-Staffel mit Uwe Daßler, Sven Lodziewski, Thomas Flemming und Steffen Zesner den zweiten Platz hinter den US-Schwimmern. Seine letzte internationale Medaille gewann Flemming 1989 bei den Europameisterschaften in Bonn. Mit Uwe Daßler, André Matzk, Thomas Flemming und Steffen Zesner belegte die DDR-Staffel auf der langen Freistilstrecke den dritten Platz hinter den Italienern und den Gastgebern.
Für den Gewinn der Staffelmedaillen in Seoul wurde Flemming mit dem Vaterländischen Verdienstorden in Silber ausgezeichnet. Diesen Orden erhielt er auch 1986.